# Boro Jovanović
Boro Jovanović (* 21. Oktober 1939 in Zagreb; † 19. Dezember 2023 ebenda) war ein jugoslawischer Tennisspieler.

## Karriere
Ab 1959 trat Jovanović bei hochklassigen internationalen Tennisturnieren an, beispielsweise bei den internationalen französischen Meisterschaften, die später als French Open ausgetragen wurden, oder in Wimbledon. In Berlin verlor er 1960 das Finalmatch gegen Ingo Buding, 1961 gegen Manuel Santana. Außerdem kam er in diesem Jahr in Casablanca ins Finale, in welchem er Wilhelm Bungert unterlag. Er gewann mit einem Sieg über seinen Landsmann Nikola Pilić die Sommer-Universiade 1961 im Einzel und mit Pilić den Titel im Doppel.
Seinen größten Erfolg bei einem Grand-Slam-Turnier feierte er 1962 im Doppel von Wimbledon. Mit Pilić erreichte er das Finale, in welchem sie gegen Bob Hewitt und Fred Stolle eine Niederlage einstecken mussten. In diesem Jahr verlor er außerdem in Monte-Carlo ein Turnierfinale gegen Pierre Darmon. Bis zum Beginn der Open Era erreichte Jovanović sieben weitere Finalrunden, von denen er jedoch nur eine in Viareggio für sich entscheiden konnte.
Im Jahr 1968 erreichte er in Houston zum letzten Mal ein Einzelfinale, in dem ihn Cliff Richey besiegte. Außerdem erreichte er zwei weitere Halbfinalrunden und bei den French Open mit dem Viertelfinaleinzug sein bestes Einzelergebnis bei einem Grand-Slam-Turnier.
Bis 1971 stellten sich keine größeren Erfolge ein, bis er in Brüssel das Halbfinale eines Einzelturniers erreichte. Im Folgejahr erreichte er in Monte-Carlo im Einzel sowie mit Nicholas Kalogeropoulos in Kitzbühel im Doppel das Halbfinale. 1973 kam er mit Alex Metreweli in zwei Halbfinalrunden.
Zwischen 1959 und 1974 trat Jovanović 25 Mal für die jugoslawische Davis-Cup-Mannschaft an. Er gewann 29 von 65 Matches.
Nach 1975 spielte er kein großes Turnier mehr.
Am 19. Dezember 2023 starb er im Alter von 84 Jahren in seiner Geburtsstadt Zagreb.

## Erfolge bei Grand-Slam-Turnieren und in der Open Era

### Einzel

#### Finalteilnahmen
| Nr. | Datum          | Turnier | Belag | Finalgegner  | Ergebnis      |
| --- | -------------- | ------- | ----- | ------------ | ------------- |
| 1.  | 21. April 1968 | Houston | Sand  | Cliff Richey | 4:6, 1:6, 0:6 |

### Doppel

#### Finalteilnahmen
| Nr. | Datum        | Turnier                 | Belag | Partner      | Finalgegner            | Ergebnis           |
| --- | ------------ | ----------------------- | ----- | ------------ | ---------------------- | ------------------ |
| 1.  | 6. Juli 1962 | Wimbledon Championships | Rasen | Nikola Pilić | Bob Hewitt Fred Stolle | 2:6, 7:5, 2:6, 4:6 |